# 阙姓
闕姓，中國的罕見姓氏之一，在《百家姓》排名第359位。闕姓乃是以地名為氏，望出於下邳。另有一說，乃由古代複姓闕門省稱而來。

## 淵源

### 漢族
- 古代複姓闕門姓，簡稱為闕姓。

### 少數民族
- 鮮卑有「闕機氏」（掌管牲畜）、「闕居氏」（掌管營帳）等官，其後裔入中國後，以闕為姓。

### 臺灣闕姓
臺灣闕姓則主要聚居於大臺北，如南港、松山、汐止、基隆等地，南臺灣如嘉義、臺南、高雄等地亦有分布，南港佔闕姓人口一半以上，汐止、基隆等地又次之。依《南安藍洋闕氏族譜》所載，其遷臺祖係由福建省泉州府南安遷居南港白雲山，後又遷至基隆河附近開墾。2018年的統計顯示，台灣地區有闕姓人口8,937人。

## 延伸阅读
[在维基数据编辑]
 《百家姓》
 《欽定古今圖書集成·明倫彙編·氏族典·闕姓部》，出自陈梦雷《古今圖書集成》